# Piarensii și Dimensii
Piarensii și Dimensii - Triburi traco-getice situate de Ptolemeu in estul provinciei Moesia Inferior (azi nord-estul Bulgariei).
Piarensii aveau centrul politic și cultural localitatea Appiaria (azi Riahovo), între secolele IV- VI.
Dimensii- centrul lor era localitatea Dimum (Belene).